# Globale Umweltfazilität
Die Globale Umweltfazilität (engl. Global Environment Facility, GEF) ist ein internationaler Mechanismus zur Finanzierung von Umweltschutzprojekten in Entwicklungsländern. Sie wurde 1991 gegründet und hat Stand 2024 186 Mitgliedsstaaten.
Zwischen 1991 und 2009 wurden durch Geberländer etwa 8,8 Mrd. US-Dollar für mehr als 2400 Projekte in über 165 Ländern zur Verfügung gestellt. Durch diese Gelder wurden insgesamt 38,7 Mrd. US-Dollar an Kofinanzierung aktiviert, was die GEF zu einer bedeutenden Quelle für Projekte der internationalen Entwicklungszusammenarbeit macht.
Der Schwerpunkt der Projekte liegt in den Bereichen Klimaschutz, Artenvielfalt, Gewässerschutz, Ozonschicht, Desertifikation bzw. Landdegradation sowie Chemikaliensicherheit (besonders persistente organische Schadstoffe). Dabei werden anteilig die Kosten von Projekten übernommen, die zusätzlich auf Grund berücksichtigter Umweltschutzziele im Sinne der GEF anfallen.

## Struktur
Das wichtigste Organ der GEF ist der Rat (GEF Council). Er setzt sich aus 32 Mitgliedern der Versammlung zusammen, darunter 16 Entwicklungsländer, 14 Industrieländer sowie 2 Länder aus der ehemaligen Sowjetunion. Er trifft sich mindestens zweimal im Jahr, und seine Sitzungen stehen Beobachtern von Nichtregierungsorganisationen offen. Der Rat ist das hauptsächliche Entscheidungsgremium der GEF und verantwortlich für das Budget sowie die Verwendung der Mittel.
In der Versammlung (GEF Assembly) sind alle 186 Mitgliedstaaten vertreten. Sie tritt alle drei bis vier Jahre zusammen. Bisher war dies drei Mal der Fall, 1998 in Neu-Delhi, 2002 in Peking und 2006 in Kapstadt. Sie gibt die breite Ausrichtung der GEF vor und hat deshalb einen weniger direkten und unmittelbaren Einfluss.
Die Versammlungen der Vertragsstaaten (Conference of the Parties, COP) zu den Konventionen, welchen die GEF als Finanzierungsmechanismus dient, sind ebenfalls bedeutend für die Arbeit der Fazilität. Die COPs können Leitlinien an den Rat übermitteln, denen dieser bei seiner Arbeit für die Konventionen folgen muss.
Das Sekretariat der GEF hat seinen Sitz in Washington, D.C. und beschäftigt etwa 40 Angestellte.

### Umsetzende und Ausführende Organisationen
Die GEF hat kein Mandat, um eigenständig Projekte umzusetzen. Diese Aufgabe übernehmen seit 1991 drei umsetzende Organisationen (Implementing Agencies, IAs), seit 1999 ergänzt um sieben ausführende Organisationen (Executing Agencies, ExAs). Diese setzen die Projekte gemeinsam mit öffentlichen und privaten Partnern um, während die GEF die Finanzierung bereitstellt.
Die drei umsetzenden Organisationen sind die Weltbank, das Entwicklungsprogramm und das Umweltprogramm der Vereinten Nationen. Sie sind verantwortlich für Konzeptionierung, Planung und Umsetzung von GEF-finanzierten Projekten, und arbeiten dafür mit regionalen Partnern und Regierungen zusammen.
1999 kamen sieben ausführende Organisationen dazu, darunter vier regionale Entwicklungsbanken. Dies sind:
- Ernährungs- und Landwirtschaftsorganisation (FAO)
- Interamerikanische Entwicklungsbank (IADB)
- Organisation der Vereinten Nationen für industrielle Entwicklung (UNIDO)
- Asiatische Entwicklungsbank (ADB)
- Afrikanische Entwicklungsbank (AfDB)
- Europäische Bank für Wiederaufbau und Entwicklung (EBRD)
- Internationaler Fonds für landwirtschaftliche Entwicklung (IFAD)

Die Erweiterung geschah auf Druck der sieben Organisationen, die einen direkten Zugriff auf die Finanzmittel der GEF haben und nicht länger auf die Zusammenarbeit mit einer der drei umsetzenden Organisationen angewiesen sein wollten.

## Finanzierung
Die GEF hat zwischen 1991 und 2010 etwa 8,8 Mrd. US-Dollar für Projekte zur Verfügung gestellt. Die Gelder wurden in mittlerweile vier Auffüllungen (replenishments) von Geberländern zugesagt. Den Auffüllungen gehen jeweils intensive Verhandlungen voran, bis sich die Geberländer auf einen Betrag einigen können.
In der Pilotphase von 1991 bis 1994 konnte die GEF auf 1,3 Milliarden US-Dollar zurückgreifen. Bei der ersten Auffüllung (GEF-1) für den Zeitraum 1994 bis 1997 kamen 2 Mrd. US-Dollar zusammen, genau so viel wie für die von 1998 bis 2002 andauernde GEF-2. Für die dritte Auffüllung von 2002 bis 2006 (GEF-3) stellten die Geberländer 2,92 Mrd. US-Dollar bereit, GEF-4 dauerte von 2006 bis 2010 und kam auf ein Volumen über 3,13 Mrd. US-Dollar.
Zurzeit befindet sich die GEF in der 7. Wiederauffüllungsperiode (Juli 2018 bis Juni 2022). Hier werden 4,1 Milliarden US-Dollar bereitgestellt, mit Japan als größtes und Deutschland als zweitgrößtes Geberland.

## Arbeitsweise
Die GEF hat kein Mandat zur eigenständigen, direkten Umsetzung von Projekten. Stattdessen fungiert sie auf dreifache Art als Katalysator für umweltfreundliche Entwicklung. Erstens befördert die GEF ein Mainstreaming von Umweltschutzbelangen in Zielländern, zweitens zieht die GEF mit ihren Investitionszusagen große zusätzliche Summen durch private wie öffentliche Kofinanzierung an, und drittens unterstützt sie Innovationskraft.

### Unterstützte Konventionen
Die GEF fungiert als aktueller oder möglicher Finanzierungsmechanismus für mehrere internationale Umweltabkommen. Dazu gehören die Biodiversitätskonvention (CBD) und die Klimarahmenkonvention (UNFCCC), die beide auf die GEF als finanziellen Mechanismus für die Umsetzung ihrer Ziele setzen. Das Stockholmer Übereinkommen über persistente organische Schadstoffe (POP) und die Wüstenkonvention (UNCCD) könnten ebenfalls darauf zurückgreifen, tun dies bislang jedoch nicht. Die UNCCD beispielsweise hat mit dem Globalen Mechanismus einen eigenen Finanzierungsmechanismus, verwaltet vom Internationalen Fonds für landwirtschaftliche Entwicklung. Dazu bietet die GEF administrative Unterstützung für das Montrealer Protokoll zum Schutz der Ozonschicht und dessen Multilateralen Fonds an.